# Freudenberg, Main-Tauber
Freudenberg är en stad i Main-Tauber-Kreis i regionen Heilbronn-Franken i Regierungsbezirk Stuttgart i förbundslandet Baden-Württemberg i Tyskland.  Freudenberg, som för första gången nämns i ett dokument från år 1159, har cirka 3 700 invånare.

## Indelning
Freudenberg har fyra stadsdelar utöver centralorten Freudenberg. Alla var tidigare kommuner som 1972 uppgick i Freudenberg.

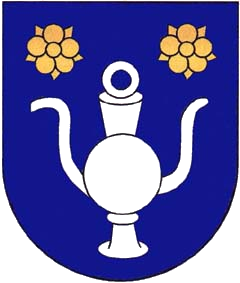
Boxtal
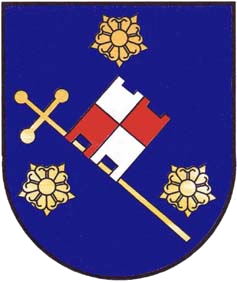
Ebenheid
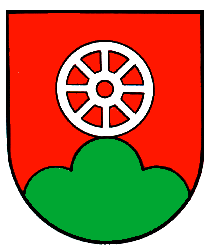
Rauenberg
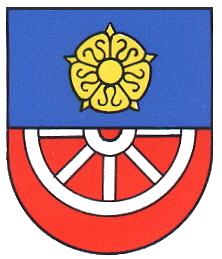
Wessental